# Jacques Rivette
Jacques Rivette (ur. 1 marca 1928 w Rouen, zm. 29 stycznia 2016 w Paryżu) – francuski reżyser i scenarzysta filmowy. Uważany obok Jeana-Luca Godarda, Claude'a Chabrola, Francois Truffauta, Érica Rohmera i Alaina Resnais'go za jednego najważniejszych twórców tzw. Nowej Fali w filmie francuskim.
Zmarł w następstwie komplikacji związanych z chorobą Alzheimera.

## Filmografia
- 1949: Aux quatre coins
- 1950: Quadrille, Le
- 1952: Divertissement, Le
- 1956: Coup du berger, Le
- 1960: Paris nous appartient
- 1966: Zakonnica
- 1969: Miłość szalona
- 1971: Out 1
- 1972: Out 1: Spectre
- 1974: Essai sur l’agression
- 1974: Naissance et mont de Prométhée
- 1974: Celine i Julie odpływają (Céline et Julie vont en bateau)
- 1976: Noroît
- 1976: Duelle (une quarantaine)
- 1981: Paris s’en va
- 1981: Pont du Nord, Le
- 1981: Merry-Go-Round
- 1984: Miłość na ziemi
- 1985: Wichrowe wzgórza
- 1988: Banda czworga
- 1991: Piękna złośnica (La belle noiseuse)
- 1994: Dziewica Joanna Część II: Więzienie
- 1994: Dziewica Joanna Część I: Bitwa
- 1995: Haut bas fragile
- 1995: Lumiere i spółka
- 1998: Sekretna obrona
- 2001: Kto wie?
- 2003: Historia Marii i Juliena
- 2007: Nie dotykać siekiery
- 2009: 36 widoków z góry Saint Loup (36 vues du Pic Saint Loup)